# Берёзовское сельское поселение (Даниловский район)
Берёзовское се́льское поселе́ние — муниципальное образование в Даниловском районе Волгоградской области.
Административный центр — станица Берёзовская.

## История
Берёзовское сельское поселение образовано 22 декабря 2004 года в соответствии с Законом Волгоградской области № 1058-ОД.

## Население
| 2010  | 2012  | 2013  | 2014  | 2015  | 2016  | 2017  |
| ----- | ----- | ----- | ----- | ----- | ----- | ----- |
| 1970  | ↘1911 | ↘1857 | ↘1780 | ↘1745 | ↘1703 | ↘1679 |
| 2018  | 2019  | 2020  | 2021  |       |       |       |
| ↘1647 | ↘1584 | ↘1556 | ↘1518 |       |       |       |

## Состав сельского поселения
| № | Населённый пункт | Тип населённого пункта          | Население |
| - | ---------------- | ------------------------------- | --------- |
| 1 | Берёзовская      | станица, административный центр | ↘1769     |
| 2 | Ловягин          | хутор                           | 201       |